# Манастир Дивејево
Манастир Серафим-Дивејевски, или Дивејевски манастир Серафима Дивејевског у име Свете Тројице (рус. Дивеевский монастырь Серафимов Дивеевский во имя Святой Троицы) је православни женски манастир у насељу Дивејево код Сарова (12 км), и близу града Нижњег Новгорода (185 км), у Нижегородској области, Русија. Налази се у региону за који се сматра да има огроман духовни значај. Манастир је смештен у селу Дивејево, Нижњеновгородска област. Помесне православне цркве поштују га као четврти „земаљски удјел Пресвете Богородице“, (после Ивериа, Атоса и Кијево-Печерске лавре).

## Историја
Манастир је настао у другој половини 18. века: око 1758. године у Кијев је стигла богата рајазанска земљопоседница Агафја Семјоновна Мелгунова, која је у младости изгубила мужа и заветовала се да ће свој живот посветити Богу. Монашки постриг прима у кијевском манастиру Флоровски, на коме је добила име Мати Александра. Једном је, након ноћног молитвеног бденија у Свето-Успенској Кијево-Печерској лаври, имала визију Пресвете Богородица која јој је рекла: 
| „ | Ја сам, ваша владичица, којој се увек молите. Дошла сам да вам кажем своју вољу. Не желим, да овде окончаш свој живот. Исто, као што сам извела слугу свога Антонија са мог Атонског удјела, моје свете горе, да би овде, у Кијеву, основао мој нови удео, Кијево-Печерску Лавру, у Кијеву, ја вам сада кажем: „Идите на север и обиђите сва великоруска места мојих пребивалишта, и биће место где ћу вам показати како да завршите свој божански живот и тамо ћу прославити своје име, јер ћу у вашем пребивалишту наћи своје пребивалиште“. Пођи, слушкињо моја, на пут са благодаћу Божијом и мојом снагом и мојом милошћу и моја милост - нека буду с тобом! | ” |

Слиједећи традицију, мати Александра о свом виђењу рекла је не само свом духовном оцу, већ и неколицини других отаца Кијево-Печерске лавре, познатих по свом искуству. После дугих молитава, очеви су препознали изглед Богородице као истину. Сложили су се да је изглед Блажене Дјевице истинит. Стога су благословили Божију слушкињу Александру за дуго путовање које јој је наредила Дјевица Марија. Мати Александра монахиња је са њиховим благословом кренула на путовање Русијом. 1760. Пешачила је од Мурома до Саровске пустиње. Не достигавши дванаест миља до Сарова, зауставила се да се одмори у селу Дивејево, и овде је поново имала виђење Богородице, која се обратила монахињи речима:
| „ | Управо је ово место које сам вам заповедела да тражите у северној Русији. И ево границе коју вам је поставила Божанска промисао: Живите и радујте се Господу Богу овде до краја својих дана. И увек ћу бити са вама и увек ћу посетити ово место и у границама вашег пребивалишта. Овде ћу саградити такав свој манастир који није био, и никада неће бити на целом свету. Ово је мој четврти удео на земљи. И попут звезда небеских и попут песка морског, умножићу овде оне који служе Господу Богу и мени увек Дјевици, Мајци Светлости и мојем Сину Исусу Христу прослављајући благодат Светог Духа Божијег у пуноћи свих земаљских и небеских благослова са мало људског напора неће нестати на овом месту мојих љубљених. | ” |

 Године 1773-1774, у Дивејеву, Мати Александра је о свом трошку изградила темељ Казанске цркве у близини прве дрвене Стефанове цркве у селу. Освећење цркве извршио је почетком 1780. године градитељ Саровске пустиње Пахомиј. У Казанској цркви постојале су две бочне капеле: лева у име Светог Николе - у знак сећања на некадашњу цркву брвнару и десна, по посебном чудесном Божјем промислу, посвећена имену првог мученика архиђакона Стефана.

### Казанска заједница
У почетку је казањска камена црква била парохијска, али отац Серафим забранио је сестрама да је тако зову, рекавши да ће временом бити топла манастирска катедрала. Монах Серафим је овако говорио о Казанској цркви.
| „ | Казанска црква, радости моја, биће такав храм, којг нема нигде друго! На крају света, цела ће земља изгорети, радост моја, и ништа неће остати. Само три цркве из целог света биће несметано однешене на небо: једна у Кијевској лаври, друга ... (сестре су је заборавиле), а трећа је ваш Казан, мајко. Какву Казанску цркву имате! | ” |

 По савету саровских старешина Пахомија и Исаије и уз дозволу Владимирске епархијске управе, Агафја Семјоновна је 1788. године затражила од локалног власника земљишта Жданове да дарује 1300 кв. дубине његовог властелинства које се налазило у близини Казанске цркве. На којој је Мати Александра изградила кућу са помоћном зградом, где се настанила са четири послушнице: девојком Евдокијом Мартиновом, сељанком Уљаном Григориевом и сељачким удовицама Анастасијом Кирилловном и Фјоклом Кондратјевом. Заједница се звала Казан, сестре су живеле према строгој Саровској повељи.
1789. године заједницу је преузео млади јерођакон Серафим. После смрти друге игуманије Анастасије Кирилловне 1796. године, по избору сестара, Ксениа Микхаиловна Кочеулова постављена је за настојатељицу заједнице. Под њом се до 1826. године број сестара у заједници повећао на 40. Њена владавина, која је трајала 43 године, памти се као тешко, аскетско време, оштра према себи, није дозволила никакво искључење, снисхођење и кукавичлук других. Серафим Саровски рекао је да је била „велика служкиња Божија“, „духовна пошаст“, „ватрени стуб од земље до неба“ и „духовни огањ“.

### Млин заједница
По благослову Серафима Саровског, поред Казанске основана је Млинарска заједница. Полагање млина обављено је 22. децембра 1826. године, на дан зачећа праведне Ане. 7. јула 1827. године прве становнице биле су осам сестара заједнице Казан. Прва настојатељица заједнице била је племенита девојка Елена Дивејевска (Елена Василиевна Мантурова). На трошак њеног брата Михаила 1829. године, у близини трема Казанске цркве изграђена је двоспратна камена црква у име Рођења Христовог, у чијем се доњем спрату налазио храм у име Рођења Богородице. Земљопоседник Михаил Мантуров, у знак захвалности за излечење од неизлечиве болести, предао се на добровољно сиромаштво до своје смрти (1858).

### Манастир Серафим-Дивејевски
Након 9 година упокојења Серафима Саровског, 1842. године обе заједнице су спојене са именом Серафим-Дивејвски. Од 1853. године, Казанска црква са капелама почела је да постоји одвојено од нове заједнице. У 1861. години заједница је добила статус манастира. Прва игуманија је била Марија (Елизавета Алексевна Ушакова).
У јуну 1848. епископ Нижњеновгородски Јаков (Вечерков) положио је први камен у темељ Тројичке цркве сопственим рукама. Огромна катедрала Тројице грађена је 27 година. Изградња је изведена према пројекту архитекте Резанов, Александра Иванович, који је у то време довршавао Храм Христа Спаситеља у Москви. Један од настојатеља манастира у то време био је Николај Александрович Мотовилов, биограф и саговорник монаха Серафима Саровског. Храм је освештао 9. августа 1875. године епископ Нижњеновгородске епархије Јоаники (Руднев).
У 1885. години завршена је изградња игуманске зграде. 1902. године у источном делу зграде саграђена је кућна црква у име Свете Марије Магдалене Једнаке апостолима. Приликом посете цара Николаја II у августу 1903. године са супругом Александром и четири кћери – Олгом, Татјаном, Маријом и Анастасијом, цар Николаја II је учествовао у свенародној прослави проглашења Серафима Саровског за Свеца. Тада је, заједно са осталим члановима царског дома, лично носио кивот са моштима Св. Серафима Саровског.
После смрти игуманије Марије 1904. године, монахињу Александру (Траковскаја), благајницу манастира, изабрале су сестре за игуманију.
Почетком 20. века манастир је постао велики монашки конак: 1917. године, према попису, у њему је живело 270 монахиња и 1474 искушеница - док је у насељу села Дивејево било 520 људи.
У 1919. години манастир је регистрован као радне Артел и наставио да ради. Сестре су наставиле да поштују манастирску повељу и монашки начин живота. Мало је људи напустило манастир.
21. септембра 1927. године манастир је затворен. Неке монахиње су се расуле по округу и покушале да сачувају неке од светиња Дивејева. Неке сестре су склониште нашле у селу Елизариево, где је служио старији брат манастирског свештеника Јаков (Гусев), који је тада прослављен као света мученик. Благословом браће Гусев, блажена Марија Ивановна из Дивејева пребачена је из села Пузо у Елизариево.
Игуманија Александра (Траковскаја; † фебруар 1942 ) са неким од својих сестара се касније настанила у Мурому, у кући у близини зидова манастира Благовештења; тада је Анна Ефимовна Баринова (у монаштву - Марија) постала старија сестра. У Мурому су живеле сестре протеране из различитих манастира, али свештеник који је тамо служио присећао се: „Напољу су сви изгледали исто: тамна марама, тамна хаљина, али Дивејевске смо препознали одмах, били су оштро другачије од свих осталих, успели смо да у манастиру добију нешто - благодат. Нису биле попут било кога другог: у комуникацији су биле посебно пријатне, врло скромне, то се осећало у свему - у њиховом обраћању, па чак и у гласу. А остали су били нека врста боре монахиње."
Казанска црква је затворена 1937 . Али чак и након затварања за празник Казанској икони у Дивејеву, оне су наставиле да долазе из околних села и села, ходале су у поворци са великом Казанском иконом Богородице, улазећи с њом у куће локалних становника. 1947. и 1951. године било је пријава за отварање манастира, али су остале без разматрања. Педесетих година 20. века у близини Казанске цркве уништени су горњи слојеви звоника, купола и храмовни део трпезарије.
Једна од ретких сестара Дивејева, која је преживела до обнављања манастир, била је монахиња Серафима (Булгакова), која је сачувала и пренела у манастир неке личне ствари монаха Серафима Саровског и свете блажене Параскеве Дивејвске.

## Савремени живот манастира
Оживљавање је започело 1988. године када је парохија регистрована. 22. априла 1989. године архиепископ горковски и арзамаски Николај осветио је дрвену цркву у част Казанске иконе Богородице. За то је у јануару купљена дрвена кућа од рођака последњег свештеника на периферији села, у близини Казанског извора. Пре затварања манастира, ова кућа је стајала недалеко од свете Канавке и у њој је била радионица свећа манастира. Потом је зграда демонтирана и пресељена на периферију како би се обезбедио смештај за свештенике који су исељени из центра села. Купљеној кући је додат олтар и саграђен дрвени звоник. Освећење цркве обављено је на Лазареву суботу и поклопило се са даном сећања на последњег дивејевског свештеника Јована Смирнова. Пре освећења, у цркву је унесена икона Серафима Саровског, рађена у пуној висини и са уграђењем пола мантије преподобног светитеља.
У октобру 1989. године, катедрала Тројице пребачена је у црквену општину. У пролеће 1990. године, са дугом која је блистала на ведром небу, на њу је постављен крст. Освећење тројице Саборне цркве извршио је 31. марта 1990. архиепископ Никола. 1. августа поново је освећена капела у част иконе Пресвете Богородице Умилење.
Дана 21. јула 1991. године, Свети синод Руске православне цркве одлучио да поново отвори манастир.
31. јула 1991. године мошти монаха Серафима Саровског свечано су стигле у Дивејево, сачуване у Казанској катедрали, која је тада била музеј атеизма и религије у Санкт Петербургу.
Дана 17. новембра 1991. године митрополит нижегородски и арзамаски Николај (Кутепов) хиротонисао је монахињу Сергију (Конкову) у чин игуманије манастира, која је раније била декан у манастиру Рига Спасењ-Преображењске пустиње.
У априлу 1992. године, према заповести Серафима Саровског, запаљена је неугасива свећа испред лика Спаситеља у цркви Рођења Рогозина. У јулу је зграда Казанске цркве пренета у манастир. 21. октобра поново је освећена црква Рођења Богородице. У септембру је манастир пребачен у Никољски скит у Автодејеву, а 25. децембра - на територију некадашњег Кутузовског скита.
1. јуна 1993. године поново је освећена црква Рођења Христовог. 1993. године, у доњој цркви Рођења Богородице, догодило се прво монашко пострижење након отварања манастира.
20. фебруара 1995. указом председника Казанске цркве додељен јој је статус архитектонског споменика савезног значаја.
У лето 1996. године поправљена је фасада и обновљена купола над кућном црквом у име Свете Марије Магдалене Једнаке апостолима. 27. септембра, на празник Воздвижења Часног крста, на куполи је постављен крст. Од 1997. године започети су радови у цркви. 1996. године отворена је општеобразовна манастирска православна школа.
26. септембар 2000. године су откривени мошти преподобне мати Александре, Марте и Јелене Дивејевске. 22. децембра прослављају се као локално поштоване светитељке Нижегородске епархије. Такође 2000. године завршене су студије започете 1997. године ради разјашњења стања Казанске цркве. 2002. године постављени су темељи неколико капела поред обновљене Казанске цркве, али је тада њихова градња обустављена до завршетка главне зграде, чији су радови започети 2003. године.
У 2003. години прослављена је 100. годишњица канонизације Серафима Саровског. Богослужења је предводио Његова светост Патријарх московски Алексије II, међу гостима и ходочасницима био је и митрополит будући Патријарх московски Кирил.
У јулу 2004. године одржане су прославе Курска. 20. јула, након Божанствене литургије у Тројичном саборном храму, свете мошти монаха Серафима Саровског пренете су на звоник. Потом су их специјално припремљеним аутомобилом одвезли на аеродром Саров. Затим авионом Ан-26 руске морнарице на релацији Саров - Пенза - Вороњеж - Курск. После молитвене службе на аеродрому започела је процесија крста до Црвеног трга у Курску. За 3 сата пређено је 11 км. Током овог времена епископи су осветили капелу у част Серафима Саровског у близини храма Светог Сергија-Казанског сабора изграђене у 18. веку. родитељи Монаха - Исидора и Агафја. Епископи су се састали са поворком у близини Васкрсење-Иљинског, у којој су се родитељи венчали, а будући старешина крстио. Након тога, поворка је кренула до обновљене цркве у Знаменском, у којој је поред мошти прошло 130 до 150 хиљада људи за три дана. Реликвије су 23. јула авионом враћене у Саров, одакле су истог дана пренете у манастир Дивејево.
31. јула 2004. године почеле су прославе посвећене 250. годишњици рођења монаха Серафима Саровског. На данашњи дан митрополит мински и случки Филарет извршио је обред Великог освећења Казанске цркве, обновљен 2004. године. Освећена је и зграда нове школе, а зграда старе пренета је у манастир. Истог дана, 31. јула 2004., блажена Елдрес Мариа Дивејевска прослављена је у част локално поштованих светаца Нижегородске епархије. Њене свете мошти откривене су 14. септембра, а у октобру је почело њено опште црквено поштовање. Од открића блажених моштију налазе се у Казанској цркви. Совјетска влада је забранила посету блаженој, комуникација са њом одвијала се тајно, путем бележака. За сестре је предвидела логоре, прогоњења и прорекла је предстојеће оживљавање манастира.